# Тулон-сюр-Алье
Туло́н-сюр-Алье́ (фр. Toulon-sur-Allier) — коммуна во Франции, находится в регионе Овернь. Департамент коммуны — Алье. Входит в состав кантона Южный Монлюсон. Округ коммуны — Монлюсон.
Код INSEE коммуны — 03286.

## Население
Население коммуны на 2008 год составляло 1112 человек.
| 1962 | 1968 | 1975 | 1982 | 1990 | 1999 | 2008 |
| ---- | ---- | ---- | ---- | ---- | ---- | ---- |
| 644  | 694  | 661  | 1112 | 1115 | 1080 | 1112 |

## Экономика
В 2007 году среди 774 человека в трудоспособном возрасте (15—64 лет) 595 были экономически активными, 179 — неактивными (показатель активности — 76,9 %, в 1999 году было 76,6 %). Из 595 активных работали 573 человека (299 мужчин и 274 женщины), безработных было 22 (10 мужчин и 12 женщин). Среди 179 неактивных 47 человек были учениками или студентами, 97 — пенсионерами, 35 были неактивными по другим причинам.

## Достопримечательности
- Романская церковь Сен-Март-э-Сен-Мартен (XI—XII века)
- Руины часовни Мибонне (XVII век)
- Замок Моншенен
- Замок Коломбье (XIX век), построен в средневековом стиле

## Фотогалерея
- Тулон-сюр-Алье
- Церковь
- Замок Коломбье